# أوليفييه سوليس
أوليفييه سوليس (بالفرنسية: Olivier Soules)‏ مواليد 24 مارس 1967 في دواي، هو لاعب كرة مضرب فرنسي سابق بدأ مسيرته كمحترف سنة 1989 وكان يلعب باليد اليمنى. أعلى تصنيف له في الفردي كان المركز الـ 143 في سنة 1992. أعلى تصنيف له في الزوجي كان المركز الـ 323 في سنة 1995.

## روابط خارجية
- أوليفييه سوليس على موقع رابطة محترفي التنس (الإنجليزية)
- أوليفييه سوليس على موقع الاتحاد الدولي لكرة المضرب (الإنجليزية)
- أوليفييه سوليس على موقع خلاصة التنس.كوم (الإنجليزية)